# (178263) Wienphilo
(178263) Wienphilo est un astéroïde de la ceinture principale.

## Description
(178263) Wienphilo est un astéroïde de la ceinture principale. Il fut découvert le 29 novembre 2007 à l'Observatoire de Lulin par Ye Quan-Zhi. Il présente une orbite caractérisée par un demi-grand axe de 3,16 UA, une excentricité de 0,23 et une inclinaison de 27,8° par rapport à l'écliptique.

## Compléments